# Lavrinhas (ort)
Lavrinhas är en ort i Brasilien.   Den ligger i kommunen Lavrinhas och delstaten São Paulo, i den sydöstra delen av landet, 800 km söder om huvudstaden Brasília. Lavrinhas ligger 514 meter över havet och antalet invånare är 6 586.
Terrängen runt Lavrinhas är platt åt sydväst, men åt nordost är den kuperad. Lavrinhas ligger nere i en dal. Närmaste större samhälle är Cruzeiro, 7,1 km väster om Lavrinhas.
Omgivningarna runt Lavrinhas är huvudsakligen savann. Runt Lavrinhas är det glesbefolkat, med 13 invånare per kvadratkilometer.